# Пекиншки човек
Пекиншки човек (лат. Homo erectus pekinensis) је назив за остатке усправног човека Хомо еректуса, понекад назван и лат. Sinanthropus pekinensis. Локалитет на коме су откривени налази се на 48 километара југозападно од Пекинга, на брду Лонгуошан, близу села Џукудјен, у области Фангшан. Због водене ерозије на овом подручју створен је велики број пећина, од којих је најчувенија она у којој су 1929. године нађени фосилни остаци прачовека.
Локалитет је открио шведски геолог Јохан Андерсон (Johan Gunnar Andersson), а ископавања се врше и данас. Године 1927. у Џукудјен су откривена три човечија зуба, а 1929. године кинески археолог Пеј Венчонг открио је током ископавања прву лобању пекиншког човека.
На дубини од 40 метара (колике је дебљине културни слој) нађени су фосили, камени артефакти и фосилни остаци сисара. Пронађена су и огњишта која сведоче да је Пекиншки човек владао употребом и чувањем ватре.

## Таксономија

### Историја истраживања

#### Откриће
Године 1921, у близини града Пекинга, шведски археолог Јохан Гунар Андерсон подучавао је аустријског палеонтолога Ота Зданског и америчког археолога Валтера Грејнџера како да раде на кинеским налазиштима у близини села Џоукоудјен („локалитет на Џоукоу“) код Чи Ку Шана („Брда кокошије кости”), када су им локални радници на каменолому саветовали да копају на оближњем локалитету Лонггушан („Брдо змајеве кости”). Здански је те године пронашао прве људске зубе на том ликалитету, али је о томе известио тек 1926. Године 1927, шведски студент археологије Бергир Бохлин пронашао је још један зуб.
Те године је кинески геолог Венг Венхао склопио споразум са свим Џоукоудјенским научницима тог време да Џоукоудјенски остаци остану у Кини. Кинеска влада је 1928. на сличан начин сузбила извоз кинеских артефаката и других археолошки релевантних материјала на Запад ради проучавања, јер се то сматрало империјалистичким нападом; страни научници су уместо тога били подстакнути да истражују ове материјале у Кини. Године 1929. канадски палеоантрополог Дејвидсон Блек убедио је Медицински факултет Пекиншке уније (његовог послодавца), Кинески геолошки завод (на челу са Венгом) и Рокфелерову фондацију да оснују и финансирају Кенозојску истраживачку лабораторију и наставе ископавања.
Касније те године, кинески антрополог Пеј Венџонг открио је изненађујуће потпун горњи део лобање, и Џоукоудјен се показао као драгоцено налазиште, са превагом људских остатака, каменог оруђа и потенцијалних доказа о раној употреби ватре, постајући најпродуктивнија локација врсте Homo erectus на свету. Додатна четира прилично потпуна горња дела лобање откривена су до 1936. године, од којих су три откривена током периода од 11 дана у новембру 1936. године, под надзором кинеског H. erectusпалеоантрополога Ђа Ланпоа. Откопавање је запошљавало од 10 до преко 100 локалних радника у зависности од фазе, који су били плаћени пет или шест ђаоа дневно, за разлику од локалних рудара угља који су примали само ситниш од 40 до 50 јуена годишње. Џоукоудјен је такође запошљавао неке од највећа имена у западној и кинеској геологији, палеонтологији, палеоантропологији и археологији, и омогућен је важан дискурс и сарадња између ове две цивилизације. Након изненадне смрти Блејка 1934, јеврејски анатомиста Франц Вајденрајч, који је избегао из нацистичке Немачке, наставио је Блејкове студије Џоукоудјена.

## Покретни материјал
На локалитету су откопане стотине хиљада израђевина од камена, већином ситног оруђа разних облика. Током раног периода, израда је груба, а артефакти су већег обима. Карактеристичне су алатке за бацање и сечење. Оруђе из средњег периода је мањег облика, карактеристични су шиљци. Током позног доба користе се микролити, а карактеристична алатка је камено шило. Према откопаним предметима, Пекиншки човек је постојао у периоду од пре око 700 хиљада до пре око 200 хиљада година. Синантропуси су живели углавном сакупљачким начином живота али су се бавили и ловом.
Пекиншки човек се доводи у везу са питекантропусом са Јаве (Јавански човек). Археолошко налазиште на коме је откривен Пекиншки човек је од 1987. године на листи Светске културне баштине, а ископавања на овом објекту и даље трају. Џоукоудиан је доказ људске заједнице на азијском континенту током праисторије и еволуције хоминида. Откриће Пекиншког човека потврдило је континуитет у развоју хоминида. Проблем око континуитета настао је у 19. веку када је откривен питекантропус на Јави, који је потомак аустралопитекуса, предак Хомо сапиенса.